# Thế giới của Winx
Thế giới của Winx (Tên trên Cartoon Kids: Thế Giới Tiên Nữ; Tên gốc: World of Winx) là một bộ phim hoạt hình của Ý và là loạt phim phụ của "Những Nàng Tiên Winx Xinh Đẹp". Bộ phim được tạo ra đạo diễn Iginio Straffi. Tổng có tám mùa phim, mỗi mùa dài 26 tập. Mùa đầu tiên được chiếu trên Netflix tại một số quốc gia từ ngày ngày 4 tháng 11 năm 2016.

## Cốt chuyện
Trong phần 1, những nàng tiên Winx trở lại Gardenia để tìm kiếm những tài năng trong một chương trình truyền hình thực tế mang tên "WOW". Phía sau ống kính, họ cố gắng bảo vệ những nhân tài khỏi Kẻ trộm Tài năng trong khi cố gắng che giấu thân phận của mình. Nhóm Winx có được một phép biến hình mới là Dreamix.
Trong phần 2, nhóm Winx được nhận một nhiệm vụ mới từ linh hồn xứ Neverland, cô ấy đã trao cho nhóm Winx một phép chuyển đổi mới là Onyrix. Neverland từng bị Tinker Bell (Nữ hoàng trong phần 1) thống trị bằng sự cay độc và hận thù. Biết Tinker từng là tiên nữ và để giúp cô trở lại như xưa, nhóm Winx phải đi tìm Peter Pan mà Tinker từng nghĩ anh đã phản bội cô cũng giống phần 1, nhóm Winx ở Trái Đất để tiếp tục hành trình tìm lại Peter Pan mất tích nhóm Winx hóa thân thành nhóm nhạc lưu diễn khắp thế giới nhưng không tìm thấy Peter Pan. Được sự chỉ dẫn từ Wendy Darling, họ tìm ra Matt Barrie - con trai của Peter Barrie (Peter Pan)

## Phát sóng
Đầu năm 2018, phim đã được thuyết minh và hiện đang lưu trữ trên hệ thống đầu thu FPT với tựa phim "Thế giới Của Những Nàng Tiên".
Sau đó tháng 8 năm 2020, chương trình VTVcab21 Cartoon Kids đã mua lại bản quyền và thuyết minh.

## Nhân vật

### Nàng tiên
Series được "trình làng" cùng với 6 gương mặt quen thuộc của nhóm Winx và Roxy.
- Bloom: Tiên nữ của Ngọn Lửa Rồng Thiêng
- Stella: Tiên nữ của Ánh Sáng
- Flora: Tiên nữ của Thiên Nhiên
- Musa: Tiên nữ của Âm Nhạc
- Aisha: Tiên nữ của Sóng Biển (Nước)
- Tecna: Tiên nữ của Công Nghệ(Khoa học kĩ thuật).
- Roxy: Tiên nữ của Động Vật

Tại sự kiện 15 Years Of Magix gần đây, Rainbow đã chính thức xác nhận rằng Roxy chính là thành viên thứ 7 của nhóm Winx (chỉ trong series Thế giới Của Winx).

### Một số nhân vật khác
- Ace: MC của chương trình WOW
- Margot: giám khảo của chương trình WOW
- Cliff: giám khảo của chương trình WOW
- Nữ hoàng: Nhân vật phản diện trong bộ phim. Cô chính là Tinker Bell trưởng thành (trong Peter Pan)
- Smee: Tay sai của Thuyền trưởng Hook (trong Peter Pan)
- Jim: Thuyền trưởng Hook (trong Peter Pan)
- Gomez: Cảnh sát
- Evans: Cảnh sát
- Annabelle: thí sinh của cuộc thi WOW
- Louise: bạn thân của Annabelle, cô từng bị loại khỏi WOW
- Naoki: thí sinh của cuộc thi WOW
- Sophie: thí sinh của cuộc thi WOW
- Nadine: thí sinh của cuộc thi WOW
- Vincenzo: thí sinh của cuộc thi WOW
- Yu: thí sinh của cuộc thi WOW
- Madeline: thí sinh của cuộc thi WOW
- Silke: thí sinh của cuộc thi WOW
- Người Cá Sấu (Crocodile Man): Cá sấu Tick Tock (trong Peter Pan)
- Lorelei: Chiêu mộ viên thay thế Bloom tại WOW
- Pháp sư: tay sai của Tinker Bell
- Linh hồn của Neverland
- Các hải tặc
- Peter Barrie (Peter Pan)
- Wendy Darling: Bạn của Peter Pan.
- Matt: Con trai của Peter Pan.
- Alligator man: Em của người cá sấu.
- Các tiên cá.
- Tiger Lily: Cô thổ dân của xứ Neverland.
- Venomya (thân phận thật sự là Baba Yaga - phù thủy Trái Đất): Kẻ phá các buổi hòa nhạc của nhóm Winx. *  Các nhân vật phản diện

- Vertigo: (Tạm gọi: Ác mộng ảo ảnh của Bloom).
- Obscura: (Tạm gọi: Ác mộng hồi tưởng của Stella).
- Stony: (Tạm gọi: Ác mộng thiên nhiên của Flora).
- Sinka: (Tạm gọi: Ác mộng phản đòn của Aisha).
- Banshee: (Tạm gọi: Ác mộng tĩnh lặng của Musa).
- Virus: (Tạm gọi: Ác mộng công nghệ của Tecna).

## Tập phim

### Phần 1 (2016)
| Tập | Tiêu đề                         | Ngày công chiếu          |
| --- | ------------------------------- | ------------------------ |
| 01  | The Talent Thief                | ngày 4 tháng 11 năm 2016 |
| 02  | New Powers                      | ngày 4 tháng 11 năm 2016 |
| 03  | The Legend of the Crocodile Man | ngày 4 tháng 11 năm 2016 |
| 04  | The Monster Under the City      | ngày 4 tháng 11 năm 2016 |
| 05  | Stylist Wanted                  | ngày 4 tháng 11 năm 2016 |
| 06  | The Fashion Week                | ngày 4 tháng 11 năm 2016 |
| 07  | The Chef Contest                | ngày 4 tháng 11 năm 2016 |
| 08  | The Shaman                      | ngày 4 tháng 11 năm 2016 |
| 09  | Shattered Dreams                | ngày 4 tháng 11 năm 2016 |
| 10  | Dangerous Waters                | ngày 4 tháng 11 năm 2016 |
| 11  | Shadows on the Snow             | ngày 4 tháng 11 năm 2016 |
| 12  | The Watchmaker                  | ngày 4 tháng 11 năm 2016 |
| 13  | The Fall of the Queen           | ngày 4 tháng 11 năm 2016 |

### Phần 2 (2017)
| Tập | Tiêu đề                     | Ngày phát hành           |
| --- | --------------------------- | ------------------------ |
| 01  | Neverland                   | ngày 16 tháng 6 năm 2017 |
| 02  | Peter Pan's Son             | ngày 16 tháng 6 năm 2017 |
| 03  | The Alligator Man           | ngày 16 tháng 6 năm 2017 |
| 04  | Mermaids on Earth           | ngày 16 tháng 6 năm 2017 |
| 05  | Fashion School Thrills      | ngày 16 tháng 6 năm 2017 |
| 06  | The Girl in the Stars       | ngày 16 tháng 6 năm 2017 |
| 07  | A Flower in the Snow        | ngày 16 tháng 6 năm 2017 |
| 08  | Tiger Lily                  | ngày 16 tháng 6 năm 2017 |
| 09  | A Hero Will Come            | ngày 16 tháng 6 năm 2017 |
| 10  | Technomagic Trap            | ngày 16 tháng 6 năm 2017 |
| 11  | Jim's Revenge               | ngày 16 tháng 6 năm 2017 |
| 12  | Old Friends and New Enemies | ngày 16 tháng 6 năm 2017 |
| 13  | Tinkerbell is Back          | ngày 16 tháng 6 năm 2017 |